# Ludwig Drescher
Ludwig Drescher (ur. 21 lipca 1881 w Sønderborgu, zm. 14 lipca 1917 w Kopenhadze) – duński piłkarz występujący podczas kariery na pozycji bramkarza.
Srebrny medalista z Letnich Igrzysk Olimpijskich 1908 w Londynie. W finale Duńczycy musieli uznać wyższość tylko gospodarzy turnieju – Brytyjczyków, z którymi przegrali mecz o złoto wynikiem 2:0. Całą swoją karierę klubową spędził w Kjøbenhavns Boldklub.